# É-kishnugal
 (juillet 2017).
É-kishnugal est le nom sumérien du temple d'Ur où était vénéré Nanna, divinité mâle de la Lune. É signifie, « maison, demeure » en sumérien. É-kishnugal était le centre de ce culte à Ur, au sud de la Mésopotamie ; au nord le centre du culte se trouvait à Harran. Nanna est le nom sumérien de cette divinité ; Sîn est son nom akkadien. Le culte de Nanna/Sîn s'est très tôt étendu aux villes de Babylonie et d'Assyrie. À la période akkadinne, le culte de Sîn s'est associé à celui d'Ishtar et de Shamash en une triade mésopotamienne.